# 艮峴駅
艮峴駅（カニョンえき）は、大韓民国江原道原州市にかつて存在した韓国鉄道公社中央線の駅である。

## 駅構造
- 地上駅

## 歴史
- 1940年4月1日：開業。
- 2011年12月21日：廃止。

## 隣の駅
韓国鉄道公社
中央線
三山駅 - 艮峴駅 - 桐華駅